# イ・グァンヨン
イ・グァンヨン（李光勇、ハングル表記：이광용、1975年5月27日 - ）は、大韓民国の韓国放送公社 (KBS) 所属のアナウンサー。延世大学校の社会学科を卒業した。2003年にKBSの第29期公開採用でアナウンサーとして採用され入局した。KBS2で平日の朝7時から10時まで生放送している時事教養総合バラエティ番組『グッモーニング大韓民国ライブ』の司会進行を務めている。